# Okeechobee County
Das Okeechobee County ist ein County im Bundesstaat Florida der Vereinigten Staaten. Der Verwaltungssitz (County Seat) ist Okeechobee.

## Geographie
Das County hat eine Fläche von 2309 Quadratkilometern, wovon 305 Quadratkilometer Wasserfläche sind. Es grenzt im Uhrzeigersinn an folgende Countys: Indian River County, St. Lucie County, Martin County, Glades County, Highlands County und Osceola County.

## Geschichte
Das Okeechobee County wurde am 8. Mai 1917 aus Teilen des Brevard County gebildet. Benannt wurde es nach dem See Lake Okeechobee aus der Indianersprache. oka (Wasser) chobi (groß).

## Demografische Daten
Nach der Volkszählung im Jahr 2010 lebten im Okeechobee County 39.996 Menschen in 18.379 Haushalten. Die Bevölkerungsdichte betrug 20 Einwohner pro Quadratkilometer. Ethnisch betrachtet setzte sich die Bevölkerung zusammen aus 77,5 % Weißen, 8,0 % Afroamerikanern, 1,0 % Indianern und 0,9 % Asian Americans. 10,8 % waren Angehörige anderer Ethnien und 1,9 % verschiedener Ethnien. 23,9 % der Bevölkerung bestand aus Hispanics oder Latinos.
Im Jahr 2010 lebten in 33,5 % aller Haushalte Kinder unter 18 Jahren sowie 34,1 % aller Haushalte Personen mit mindestens 65 Jahren. 68,7 % der Haushalte waren Familienhaushalte (bestehend aus verheirateten Paaren mit oder ohne Nachkommen bzw. einem Elternteil mit Nachkomme). Die durchschnittliche Größe eines Haushalts lag bei 2,68 Personen und die durchschnittliche Familiengröße bei 3,13 Personen.
26,7 % der Bevölkerung waren jünger als 20 Jahre, 25,0 % waren 20 bis 39 Jahre alt, 25,6 % waren 40 bis 59 Jahre alt und 22,6 % waren mindestens 60 Jahre alt. Das mittlere Alter betrug 39 Jahre. 53,6 % der Bevölkerung waren männlich und 46,4 % weiblich.
Das jährliche Durchschnittseinkommen eines Haushalts betrug 34.289 USD, dabei lebten 27,2 % der Bevölkerung unter der Armutsgrenze.
Im Jahr 2010 war englisch die Muttersprache von 77,15 % der Bevölkerung, spanisch sprachen 20,89 % und 1,96 % hatten eine andere Muttersprache.

## Sonstiges
Die Gegend des Lake Okeechobee wurde 1926 und 1928 von zwei Hurricanes getroffen. Der Okeechobee-Hurrikan von 1928 war der erste Hurrikan im Nordatlantik, der mit Stärke 5 klassifiziert wurde und forderte etwa 2.000 Todesopfer. 2005 war die Region erneut vom Hurrikan Wilma mit Stärke 3 betroffen. Der Lake Okeechobee Scenic Trail, der am oberen Ende der Everglades liegt, ist teilweise als Radwanderweg ausgebaut.

## Kultur und Sehenswürdigkeiten

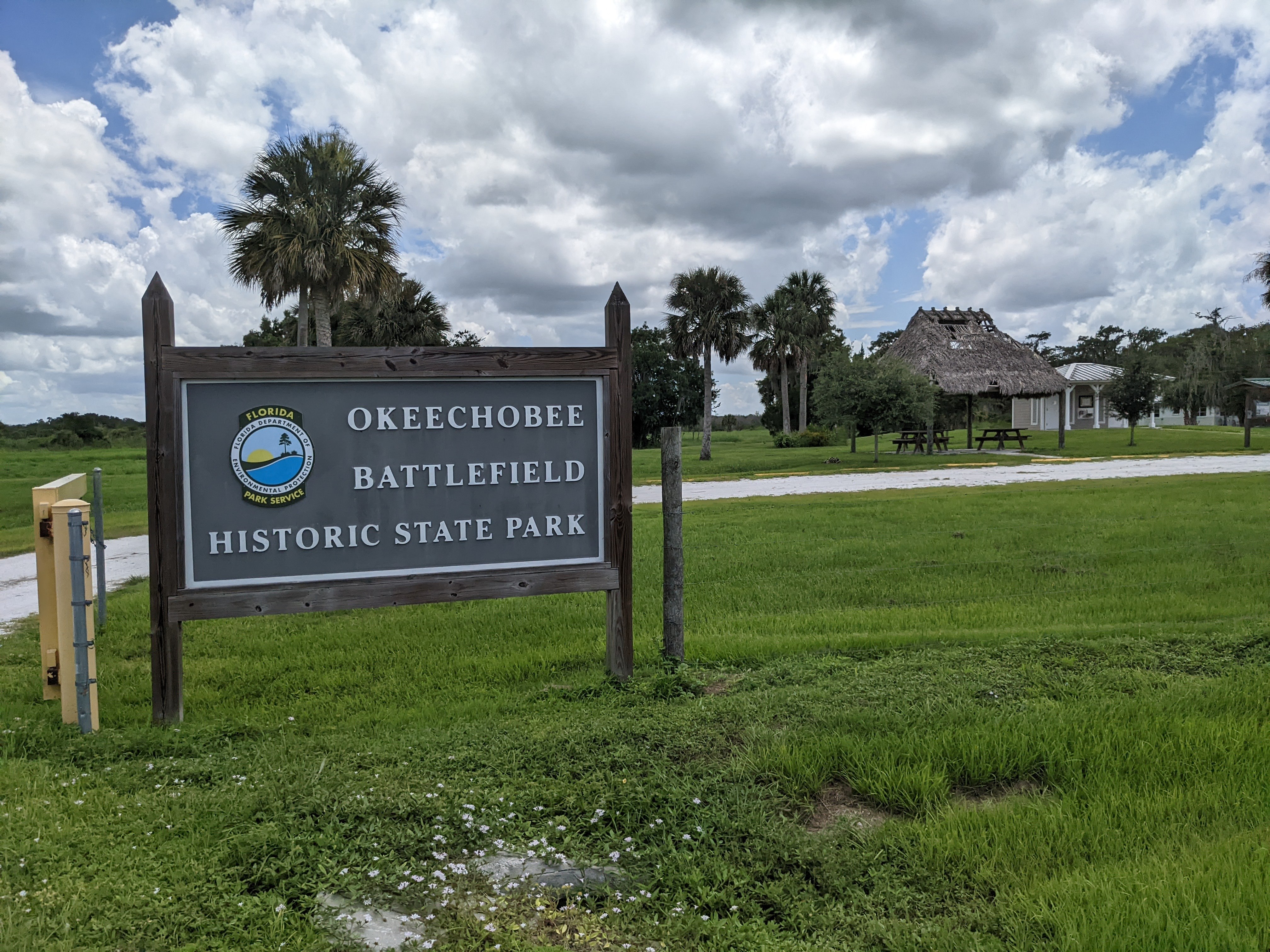
Okeechobee Battlefield (2022). Dieser State Park erinnert an die Schlacht vom Okeechobeesee, die am 25. Dezember 1837 im Zuge des zweiten Seminolenkriegs geschlagen wurde. Befehlshaber der United States Army war der spätere amerikanische Präsident Zachary Taylor. Im Juli 1961 erhielt die Stätte den Status eines National Historic Landmarks zuerkannt. Im Oktober 1966 erfolgte der Eintrag in das NRHP.

Zwei Bauwerke und eine Stätten im Okeechobee County sind im National Register of Historic Places („Nationales Verzeichnis historischer Orte“; NRHP) eingetragen (Stand 7. Februar 2023), darunter hat das Okeechobee Battlefield den Status eines National Historic Landmarks („Nationales historisches Wahrzeichen“).

## Orte im Okeechobee County
Orte im Okeechobee County mit Einwohnerzahlen der Volkszählung von 2010:
City:
- Okeechobee (County Seat) – 5.621 Einwohner

Census-designated places:
- Cypress Quarters – 1.215 Einwohner
- Taylor Creek – 4.348 Einwohner